# Liste der Fahnenträger der mauritischen Mannschaften bei Olympischen Spielen
Die Liste der Fahnenträger der mauritischen Mannschaften bei Olympischen Spielen listet chronologisch alle Fahnenträger mauritischen Mannschaften bei den Eröffnungs- (EF) und Abschlussfeiern (AF) Olympischer Spiele auf.

## Liste der Fahnenträger
| Mannschaft             | Veranstaltung | Fahnenträger (EF)          | Fahnenträger (AF) |
| ---------------------- | ------------- | -------------------------- | ----------------- |
| 1984 in Los Angeles    | Sommerspiele  |                            |                   |
| 1988 in Seoul          | Sommerspiele  | Navind Ramsaran            |                   |
| 1992 in Barcelona      | Sommerspiele  |                            |                   |
| 1996 in Atlanta        | Sommerspiele  | Khemraj Naïko              |                   |
| 2000 in Sydney         | Sommerspiele  | Michael Macaque            |                   |
| 2004 in Athen          | Sommerspiele  | Michael Medor              | Michael Medor     |
| 2008 in Peking         | Sommerspiele  | Stéphan Buckland           | Stéphan Buckland  |
| 2012 in London         | Sommerspiele  | Natacha Rigobert           | Natacha Rigobert  |
| 2016 in Rio de Janeiro | Sommerspiele  | Kate Foo Kune              | Jonathan Drack    |
| 2020 in Tokio          | Sommerspiele  | Roilya Ranaivosoa          | Volunteer         |
| 2020 in Tokio          | Sommerspiele  | Richarno Colin             | Volunteer         |
| 2024 in Paris          | Sommerspiele  | Aurélie Halbwachs          | Jean de Falbaire  |
| 2024 in Paris          | Sommerspiele  | Jean Gael Laurent L’Entete | Jean de Falbaire  |

Anmerkung: (EF) = Eröffnungsfeier, (AF) = Abschlussfeier

## Statistik
| Rang    | Sportart        | EF | AF | ∑  |
| ------- | --------------- | -- | -- | -- |
| 1       | Boxen           | 3  | 1  | 4  |
| 1       | Leichtathletik  | 2  | 2  | 4  |
| 3       | Beachvolleyball | 1  | 1  | 2  |
| 4       | Badminton       | 1  | 0  | 1  |
| 4       | Gewichtheben    | 1  | 0  | 1  |
| 4       | Radsport        | 1  | 0  | 1  |
| 4       | Triathlon       | 1  | 0  | 1  |
| 4       | Ringen          | 1  | 0  | 1  |
| 4       | Segeln          | 0  | 1  | 1  |
| 4       | Volunteer       | 0  | 1  | 1  |
| Gesamt: | Gesamt:         | 11 | 6  | 17 |

| Rang                   | Sportart | EF | AF | ∑ |
| ---------------------- | -------- | -- | -- | - |
| bisher keine Teilnahme |          |    |    |   |
| Gesamt:                | Gesamt:  | 0  | 0  | 0 |

| Rang    | Sportart        | EF | AF | ∑  |
| ------- | --------------- | -- | -- | -- |
| 1       | Boxen           | 3  | 1  | 4  |
| 1       | Leichtathletik  | 2  | 2  | 4  |
| 3       | Beachvolleyball | 1  | 1  | 2  |
| 4       | Badminton       | 1  | 0  | 1  |
| 4       | Gewichtheben    | 1  | 0  | 1  |
| 4       | Radsport        | 1  | 0  | 1  |
| 4       | Triathlon       | 1  | 0  | 1  |
| 4       | Ringen          | 1  | 0  | 1  |
| 4       | Segeln          | 0  | 1  | 1  |
| 4       | Volunteer       | 0  | 1  | 1  |
| Gesamt: | Gesamt:         | 11 | 6  | 17 |